# نبرد پلوزیوم (۳۴۳ پیش از میلاد)
نبرد پلوزیوم در سال ۳۴۳ پیش از میلاد میان هخامنشیان و مزدوران یونانی از یک سو با مصری‌ها و مزدوران یونانی از سوی دیگر آنها انجام شد.
این نبرد در سنگر پلوزیوم، در ساحل گوشهٔ خاوری دلتای نیل انجام شد. به طور کلی، اردشیر سوم فرماندهی پارسیان و نکتانبوس دوم فرماندهی مصریان را بر دوش داشت.
فرماندهی نیروهای یونانی همراه با مصریان درون دژ ازسوی فیلوفرون انجام شد.
نخستین تاخت‌وتاز از سوی نیروهای شهر تبس زیر فرماندهی لاکراتس انجام شد. این نبرد راه ایران را باز کرد تا مصر را بگشاید و واپسین دورهٔ فرمانروایی بومی در مصر باستان پایان یافت.

## جنگ میان ایران و مصر
در پایان سال 400 پیش از میلاد، آمیرتائوس شورشی مصریاز ناآرامی درون امپراتوری ایران (نبرد کوناکسا) جهت آنکه مصر استقلالش را با فرعون شدن او بدست بیاورد، بهره برد. این یک دورهٔ تازه جنگ میان ایران و مصر تازه‌استقلال‌یافته را آغاز کرد.
ایران در سال‌های ۳۸۵ و ۳۸۳ پیش از میلاد در حالی که جنگ‌های خود را در جاهای دیگر به پایان رسانده‌بود ،  به مصر تاخت ولی این تاخت‌وتاز خنثی شد.
یکی دیگر از تاخت‌وتازهای بزرگتر در سال ۳۷۳ به دنبال دیدگاه‌های ناهمسان فرماندهان ایرانی شکست خورد.
همهٔ این تاخت‌وتازها با ضدحملات مصری‌ها به فنیقی دنبال شد که تنها در اندک نمونه‌هایی با کامیابی همراه بود.

## لشگرکشی پیشین اردشیر
در سال ۳۵۱ پیش از میلاد، اردشیر سوم آمادهٔ تاخت‌وتاز دوباره به مصر شد. در همان زمان شورشی در آسیای صغیر آغاز شد، که با پشتیبانی تبسی‌ها ، این تهدید وجود داشت که جدی بشود.
اردشیر با گسیل داشتن ارتش بزرگ به مصر پیش رفت و نکتانبوس دوم را درگیر کرد. پس از یک سال نبرد با فرعون مصر ، نکتانبوس دوم با پشتیبانی  مزدورانی به رهبری سردارهای یونانی دیوفانتوس و لامیوس شکست سختی را به ایرانیان چشاند.
اردشیر ناچار به عقب‌نشینی شد و برنامه‌های خود را برای گشایش دوبارهٔ مصر به زمان دیگری افکند.

## نبرد
در سال ۳۴۳ پیش از میلاد ، اردشیر ، افزون بر ۳۳۰,۰۰۰ ایرانی ، اکنون دارای ۱۴,۰۰۰ یونانی بود که از سوی شهرهای یونانی آسیای صغیر گردآوری شده‌بود: ۴,۰۰۰ تن زیر فرماندهی منتور ، متشکل از نیروهایی که او از مصر برای کمک به تنس (پادشاه صیدا) آورده بود. ۳,۰۰۰ تن فرستاده‌شده از شهر آرگوس (یونان)؛ و ۱,۰۰۰ تن از شهر تبای.
او این سربازان را به سه گروه بخش کرد و در جایگاه فرماندهی هر کدام، یک پارسی و یک یونانی گماشت.
فرماندهان یونانیِ سپاه ایران لاکرات از تبای ، منتور (سردار نظامی) و نیکاستراتوس از آرگوس بودند، در حالی که ایرانیانِ سپاه، از سوی روساس ، آریستازانز و باگواس خواجه رهبری می‌شدند.
نکتانبوس دوم با ارتش ۱۰۰,۰۰۰ نفری در برابر هخامنشیان ایستادگی کرد که از این شمار، ۲۰,۰۰۰ تن مزدور یونانی بودند. او بر نیل و شاخه‌های گوناگون آن را با نیروی دریایی بزرگ خود چیره شد. یکپارچه نبودن این سرزمین، که با آبراه‌های فراوان بخش‌بخش شده و پر از شهرهای استوار بود، به سود او بود و چنین می‌نمود که نکتانبوس دوم، بتواند ایستادگی طولانی بکند حتی اگر چندان امیدی به کامیابی این ایستادگی نبوده‌باشد. او که سردارهای خوب نداشت با اطمینان بیش از اندازه به نیروی فرماندهی خود، توانست توسط سردار های مزدور یونانی مانور دهد ولی سرانجام نیروهایش از سوی ارتش‌های ترکیبی ایرانی شکست خوردند.
پس از شکست، نکتانبوس دوم شهرهای استوار را واگذاشت و تند به منف گریخت تا در پناه پدافند پادگان‌های آنها جای گیرد. این پادگان‌ها دربردارندهٔ نیروهای یونانی و بخشی هم مصری بود. میان آنها رشک‌ورزی و بدگمانی به آسانی از سوی رهبران ایرانی کاشته شد. اینگونه پارسیان توانستند شهرهای فراوانی را در سرتاسر مصر پایینی به تندی بگشایند و هنگامی که نکتانبوس دوم آهنگِ واگذاردنِ کشور کرد و به سمت جنوب به اتیوپی گریخت، به سمت منف  پیش رفتند. ارتش ایران مصریان را بی‌چون‌وچرا شکست داد و بر دلتای پایینی نیل چیره شد. پس از گریختن نکتانبوس دوم به اتیوپی، همهٔ مصر تسلیم اردشیر شد.
یهودیان مصر به بابل یا به سواحل جنوبی دریای مازندران فرستاده شدند، همان سرزمینی که پیشتر یهودیان فنیقی بدانجا گسیل شده‌بودند.